# Charles Talbot, I duca di Shrewsbury
Charles Talbot, I duca di Shrewsbury (Inghilterra, 24 luglio 1660 – Charing Cross, 1º febbraio 1718), è stato un politico e diplomatico inglese, uno dei maggiori protagonisti della scena politica dei regni di Guglielmo III e Anna.

## Biografia
Charles nacque unico figlio di Francis Talbot, XI conte di Shrewsbury e della sua seconda moglie Anna Maria Brudenell, divenuta celebre per essere stata l'amante del duca di Buckingham, che poi uccise suo marito in un duello.
Charles crebbe alla corte di Londra come figlioccio del re Carlo II Stuart e gli venne impartita un'educazione cattolica. Cessò di professare il cattolicesimo romano soltanto nel 1679 quando, sotto l'influenza dell'arcivescovo John Tillotson, si convertì all'anglicanesimo. Alla morte del padre, avvenuta nel 1668, ereditò la contea di Shrewsbury, ricoprì incarichi di rilievo presso la corte di Carlo II ed in seguito divenne ufficiale nell'esercito di re Giacomo II, successore di Carlo II. Nonostante i saldi legami con gli Stuart, Talbot già dal 1687 intrattenne una fitta corrispondenza con i Paesi Bassi di Guglielmo d'Orange e fu uno dei sette nobiluomini che redassero la celebre lettera nota come Invito a Guglielmo con la quale esortavano il principe a recarsi in Inghilterra per verificare la condotta di Giacomo II, il re cattolico. In seguito si unì agli olandesi di Guglielmo e fu uno dei promotori della Gloriosa Rivoluzione del 1688.
Dopo la fuga di Giacomo II e l'insediamento sul trono di Guglielmo, che prese il nome di Guglielmo III e di sua moglie Maria II, Talbot fu nominato Secretary of State for the Southern Department ma tenne la carica solo fino al 1690, anno in cui il partito Tory ebbe la maggioranza in Parlamento. Nel 1694 riottenne la carica di Segretario di Stato; ben presto, tuttavia, fu scoperta una corrispondenza fra Talbot e i giacobiti, fedeli a Giacomo II, in esilio presso il cugino Luigi XIV, che gli aveva concesso di tenere la sua corte a Saint-Germain-en-Laye. Nonostante ciò, Guglielmo III non dubitò della fedeltà di Talbot, tanto che lo nominò, il 30 aprile 1694, marchese di Alton e duca di Shrewsbury. Oltre a ciò, il nuovo duca di Shrewsbury fu membro del consiglio di reggenza durante i frequenti periodi di assenza del re dal regno. Ma nel 1696 il cospiratore giacobita Sir John Fenwick ammise il coinvolgimento di Talbot nei preparativi riguardanti il ritorno di Giacomo II sul trono d'Inghilterra; Guglielmo III decise quindi di togliere importanza alle cariche politiche di Talbot e nel 1700 gli consentì di ritirarsi a vita privata.
Negli anni che seguirono il duca di Shrewsbury visse per un lungo periodo a Roma, dichiarando di non voler ritornare sulla scena politica del suo Paese. Ma quando la principessa Anna Stuart divenne regina, il partito Whig persuase il duca a ritornare a Londra. Nel 1707 Talbot venne riammesso in Parlamento ma iniziò a staccarsi dal suo partito, divenendo nel 1710 Lord Ciambellano come membro del partito Tory.
Con il favore della regina, fu inviato in Francia come ambasciatore e nel 1713 divenne Lord Luogotenente d'Irlanda. Alla morte della regina Anna, avvenuta il 1º agosto 1714, il duca ebbe il delicato e prestigioso incarico di sovrintendere alla successione al trono. Grazie alla sua influenza le volontà della regina furono rispettate, i giacobiti videro sfumare i loro piani di riconquista del trono e l'Elettore di Hannover poté divenire re di Gran Bretagna con il nome di Giorgio I. Negli ultimi anni di vita, il duca di Shrewsbury ricoprì alte cariche sino alla morte, avvenuta nel 1718.